# Печки (Чехия)
Печки (на чешки: Pečky) е град в окръг Колин на Средночешки край, Чехия.

## Градски части
- Печки
  - Печки-север
  - Печки-юг
- Велке Хваловице